# Pere Caro Sureda
Pere Caro i Sureda Valero Maça de Liçana, tercer marquès de la Romana (Palma 2 d'octubre 1761 - Cartaxo, Portugal 23 de gener de 1811), fou un militar mallorquí que destacà a les Guerres Napoleòniques.

## Carrera militar
A deu anys entrà, juntament amb el seu germà Josep, al col·legi de la Trinitat de Lió, considerat en aquell moment el més complet d'Europa. Quan morí el seu pare, el rei Carles III, atenent els seus mèrits, concedeix el 7 de juliol 1775 les places de guardamarines als dos germans. Poc després estudià hebreu i matemàtiques a Salamanca, i segueix la seva formació d'humanitats i cultura general al Real Seminario de Nobles de Madrid. El 1778 ocupa a Cartagena la seva plaça a la Companyia de Guàrdies de Marina. En acabat, fou ascendit a alferes i elegit ajudant del general Ventura Moreno.
El 23 de juliol de 1781 assistí Ventura Moreno en una expedició naval per recuperar Menorca, en possessió britànica de la Pau de París de 1763 ençà. L'expedició era composta per setanta-tres vaixells mercants que transportaven tropes, escortats per dues naus de guerra i dues fragates, amb algunes bombardes, burlots i balandres, en un desembarcament de vuit mil homes. El 5 de febrer de 1782 la maniobra combinada que dirigiren el marquès de Casa-Cagigal, el marquès de Peñafiel i el coronel Ventura Caro obliga a capitular el castell de Sant Felip. En aquest bastió es trobaven refugiats el governador militar britànic George Murray juntament amb les seves tropes que cediren l'illa a Espanya. El marquès de la Romana participa després al setge de Gibraltar i amb la signatura de la pau a 1783 es retira per a l'estudi. Realitzà diversos viatges i, quan tornà, fou destinat en comissió de serveis a Amèrica; quan retorna a la península és ascendit a capità de fragata (1790) i destinat sota les ordes de Federico Gravina. La Guerra del Rosselló provoca que abandoni l'Armada Reial i passi a l'exèrcit com a coronel sota les ordes del seu oncle Ventura Caro. Al capdavant del Cos de Caçadors participa de manera reeixida en diverses accions fins a la Pau de Basilea (1795). És ascendit a tinent general i es retira a Alacant novament pels seus estudis.
El nou rei Carles IV el nomenà capità general de Catalunya i més tard passà a formar part de Consell Suprem de la Guerra com a director general d'Enginyers. El 5 de febrer de 1807, Carles IV i Godoy comuniquen a Napoleó a través de Talleyrand que Espanya posava a la seva disposició 14.000 homes (inclosos els 6.000 que restaven al Regne d'Etrúria). Pel comandament d'aquestes tropes es proposà al general O'Farrel o el general Castaños, però Napoleó no en tria cap. Per això és que la direcció d'aquesta divisió s'encomanà al marquès de la Romana. Aquest canvi va tenir conseqüències en ser present Castaños a la batalla de Bailén.
Un cop formada la Divisió del Nord començà la seva expedició el 22 d'abril de 1807 amb un contingent de cinc columnes. Les tropes realitzaven marxes amb intervals de tres dies per aconseguir unir-se als exèrcits francesos del mariscal Brune. El 4 de juliol el mariscal Kellerman va passar revista a les seves tropes a Magúncia i dos dies després arribava el marquès de la Romana amb el seu Estat Major. Els primers dies d'agost la Divisió del Nord acampa a la ruralia d'Hamburg. El mariscal Bernadotte, príncep de Ponte-Corvo fou nomenat regent de les ciutats hanseàtiques i passà de nou revista a les tropes espanyoles. L'exèrcit dirigit per Caro romangueren com a guarnició a la ciutat i també a Lübeck. El temp passava entre els entreteniments del marquès fins que a les posicions de les illes de Langeland Aröe i Thorseng arribaren les noves dels esdeveniments d'Espanya.
El governador del Campo de Gibraltar, el general Castaños, en una conferència que tingué amb el governador de la plaça anglesa, Sir Hew Darlymper, aparegué la possibilitat que els seus vaixells informessin el marquès de la Romana dels esdeveniments a la península. Després d'aquesta conversa, el govern britànic cercà una persona que pogués arribar fins a Caro i explicar-li els fets sense que ningú sospités. Va ser Arthur Wellesley que abans de sortir de Portugal topà el clergue catòlic James Robertson d'origen escocès, aquest parlava un bon alemany havent residit alguns anys a Ratisbona. Un altre britànic implicat va ser John Hookman Frere que arribà a ser amic del marquès de la Romana.
Torna a Espanya amb la fragata britànica Semiramis, que arribà a la Corunya dia 19 d'octubre, i després de descansar uns dies arriba a Santander el 10 de novembre i rep el comandament de l'Exèrcit de l'esquerra, en substitució del general Joaquín Blake, que passaria a comandar l'Exèrcit del centre. Es va establir a Astúries i va assetjar els francesos a Lleó i Galícia, i derrotà els francesos a la batalla de Villafranca.

## Estudis
Pere Caro i Sureda tengué també grans inquietuds intel·lectuals. Després del Setge de Gibaltar de 1783 es retirà a València, on va estudiar lletres i algunes llengües. Aquí començà a aplegar la seva biblioteca, que arribaria a tenir un gran volum i interès. Tot seguit viatjà per Viena, Berlín i fins a Moscou, amb el permís del rei Carles III. Un altre itinerari destinat als estudis el portà a París, Itàlia, Flandes, Prússia, Dinamarca, Suècia i Gran Bretanya. Més tard tornà a fer un retirament a Alacant amb el seu amic el comte de Lumiares (conegut després com el Príncep Pietós), on estudià diverses matèries i amplià els coneixements lingüístics. La seva important biblioteca, pròpia d'un il·lustrat, arribà a reunir 18.215 volums. Aquest fons, després d'haver estat dipositat al Ministerio de Fomento, ingressà a la Biblioteca Nacional de España (Madrid), el 1866.

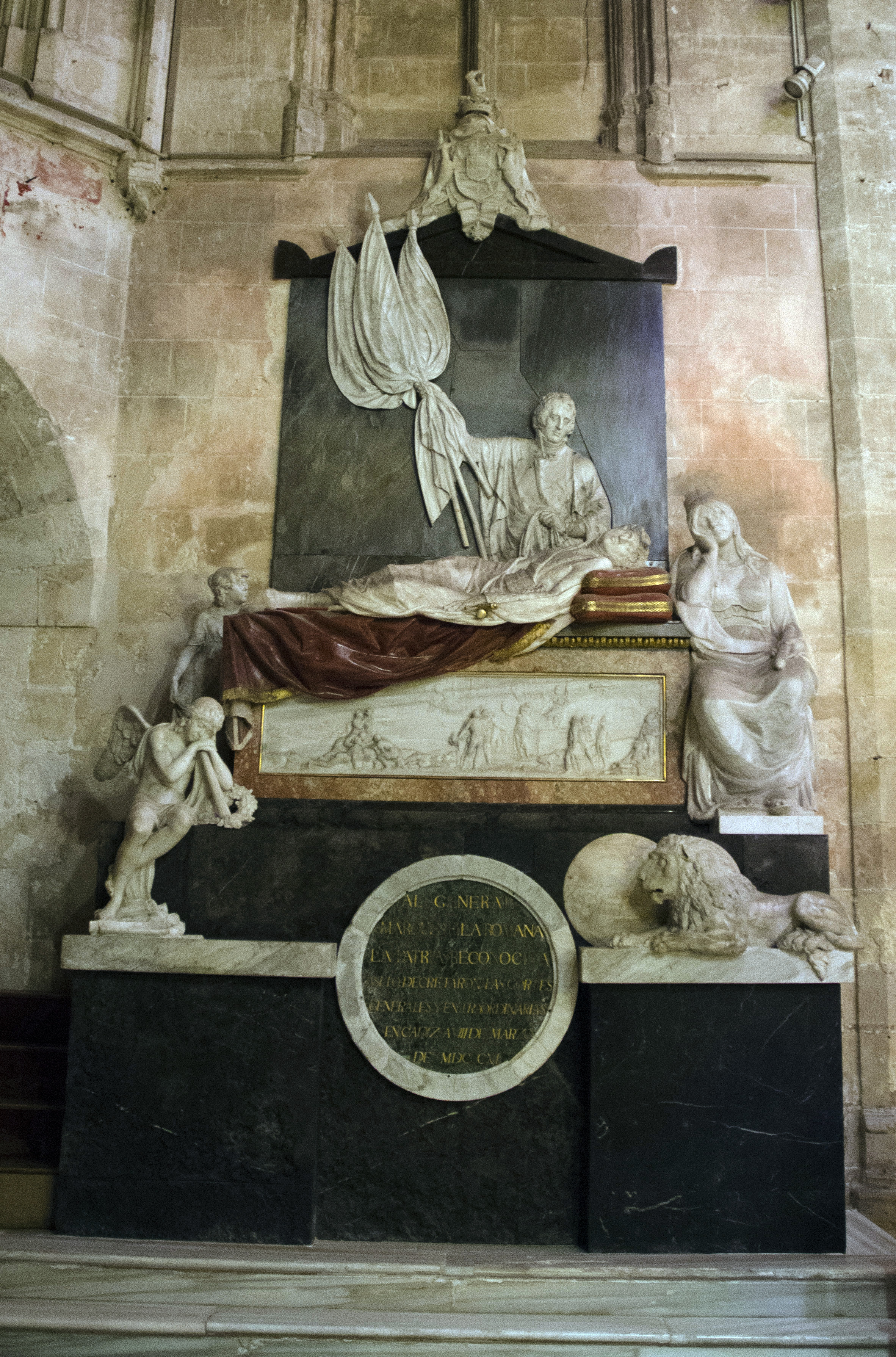
La tomba del marquès a la Seu

Tenia la biblioteca a la seva casa pairal, Can Valero, heretada de la família de la mare, els Sureda de Valero, actualment dita Cal Marquès de la Romana i situada a la confluència dels carrers de Sant Feliu, de la Pau i del Vi. Destacaven la correspondència del comte d'Aranda amb Voltaire, l'original de la Crònica d'Ambrosio de Morales i diversos incunables. La casa també acollia pintures de Luca Giordano, Ticià i van Dyck, a més d'objectes arqueològics i un bust obra de Guillem Sagrera.

## Mort
Pere Caro i Sureda morí el 23 de gener de 1811, quan es trobava al quarter general de Cartaxo, a Portugal; llavors ocupava el càrrec de Capità General dels Reials Exèrcits. El cadàver fou transportat fins a Lisbona. El 31 de maig de mateix any arribà de Tarragona el cadàver del marquès, i el 4 de juny fou traslladat en processó solemne fins a la seva casa. La vetla fou multitudinària, com també ho foren els funerals celebrats a la Seu i al convent de Sant Domingo, en el qual fou enterrat. El monument funerari fou obra de l'escultor de cambra del rei, Josep Antoni Folch i Costa, i a la destrucció del convent el monument fou traslladat a la Seu, on es conserva actualment.